# Агнес, графиня Данбар
 Агнес, графиня Данбар (англ. Agnes, Countess of Dunbar), или Агнес Рэндольф (англ. Agnes Randolph; около 1312 — 1369) — шотландская аристократка, известная благодаря героической обороне замка своей семьи от английских захватчиков в период второй шотландской войны за независимость. Получила прозвище «Чёрной Агнес» (англ. Black Agnes), вероятно, из-за своих тёмных глаз, чёрных волос и смуглого лица.

## Биография
Была дочерью Томаса Рэндольфа, графа Морей, племянника и соратника короля Роберта I Брюса, и приходилась последнему внучатой племянницей. Её мать Изабелла была единственной дочерью полководца Джона Стюарта Бонкиля, погибшего в сражении с англичанами при Фолкирке (1298).
По некоторым данным, являлась графиней Морей, унаследовав графство после того, как её брат, Джон, был в 1346 году убит в битве при Невиллс-Кроссе. Семья Агнес принимала активное участие в сопротивлении попыткам Англии завоевать Шотландию.
В 1324 году в возрасте 12 лет вышла замуж за Патрика, графа Данбара и губернатора Берика. Когда в 1333 году англичане оккупировали Берик, муж Агнес решил присоединиться к английской армии и присягнуть королю Эдуарду III Плантагенету. Король Англии даровал Патрику английские земли. Однако вскоре граф вновь поменял сторону и присоединился к армии Шотландии, что рассердило Агнес, так как муж нарушил данную им клятву верности.

## Осада замка

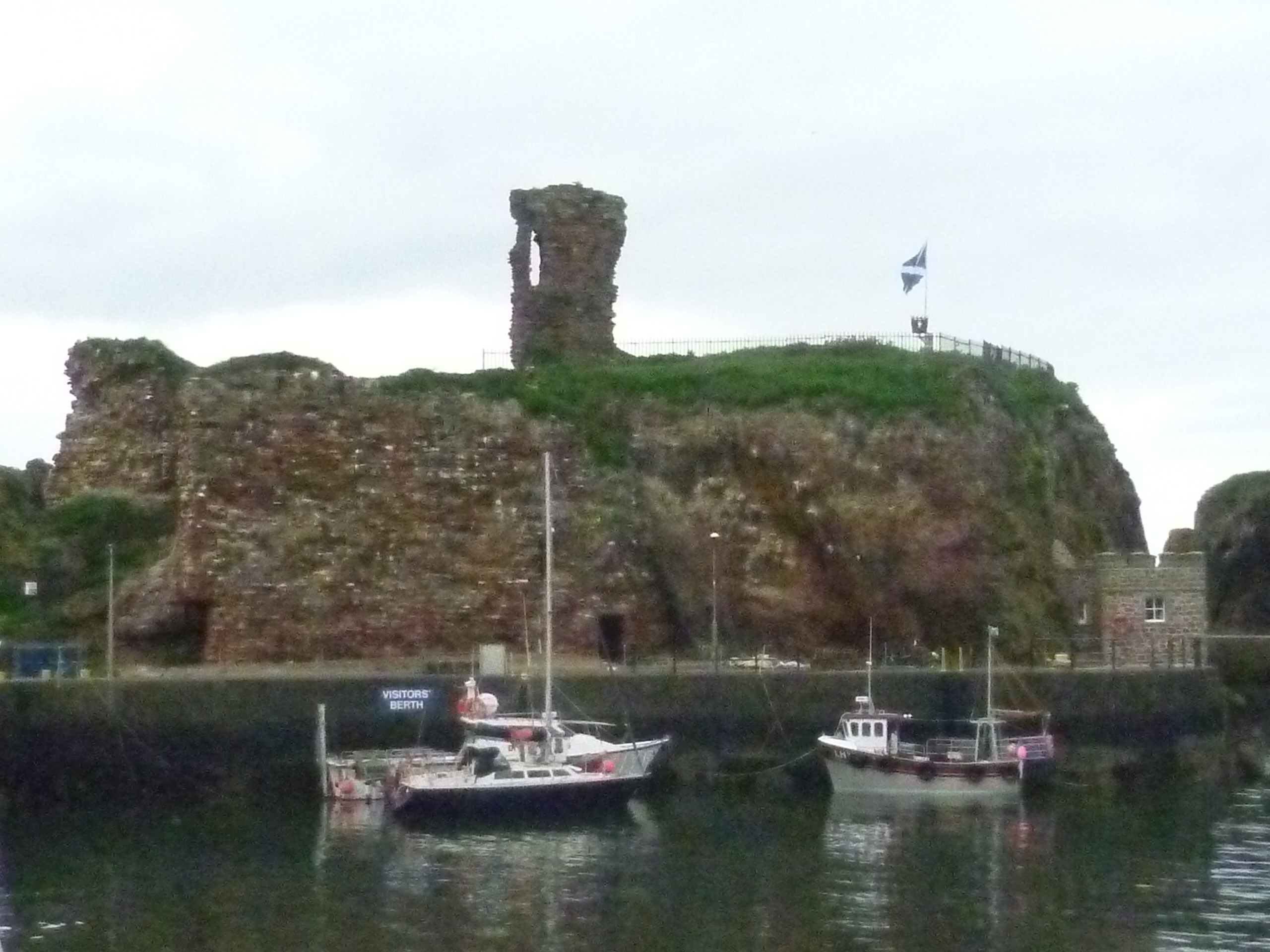
Руины замка Данбар

В январе 1338 года, когда Патрик был в отъезде по военным делам, английские войска под командованием Уильяма Монтегю графа Солсбери осадили замок Данбар в Ист-Лотиане, где на тот момент находилась Агнес со своими слугами и несколькими воинами. Однако она отказалась сдать крепость, хотя армия противника значительно превосходила их числом и, по непроверенным данным шотландских хронистов, насчитывала до 20 000 воинов. По легенде, Агнес заявила захватчикам: «Я живу в моём замке по милости короля Шотландии, я плачу ему за это мясом и деньгами. И я буду хранить свой дом, пока мой дом хранит меня».
В те времена женщинам нередко приходилось оборонять от захватчиков свои замки или земли, пока их мужья находились на войне. Однако именно леди Агнес в течение столетий привлекала внимание летописцев и историков своей храбростью и силой.
Первая попытка атаковать замок Данбар, имевший выгодное стратегическое расположение и угрожавший английским коммуникациям в Лотиане, предпринята была в январе того же 1338 года. В стены замка при помощи катапульт бросали огромные камни и свинцовые ядра. Затем англичане попытались взять замок при помощи осадной башни огромных размеров, получившей прозвище «свиноматка». Однако Агнес посоветовала английскому полководцу «позаботиться о свиноматке, потому что скоро она опоросится» (то есть сбросит с себя осаждающих). Затем она приказала собрать все камни и ядра, заброшенные ранее за стены замка, и метать их на осадную башню англичан, которая, в конце концов, разлетелась на куски при попадании самого крупного валуна.
Одна из легенд гласит, когда одна из стрел, выпущенная из крепости, попала в солдата, сидящего рядом с английским главнокомандующим, граф Солсбери воскликнул: «Стрелы любви Агнес попадают точно в сердце!». Согласно другой легенде, издеваясь над осаждающими, графиня велела своим служанкам, одетым в лучшие платья, на глазах у них тщательно вытирать тряпицами следы, оставляемые вражескими снарядами на стенах и башнях.
Осознав, что оружием замок взять не получится, английский полководец решил захватить Данбар хитростью. Он подкупил одного из шотландских воинов, чтобы тот оставил ворота открытыми на ночь или разблокировал их, чтобы под покровом темноты англичане смогли ворваться внутрь. Но стражник, взяв деньги, сообщил об этом Агнес. И, когда английский главнокомандующий, шедший во главе своей армии, оказался за стенами Данбара, Агнес опустила ворота, собираясь поймать его в ловушку, но одному из английских воинов удалось вовремя оттолкнуть его назад. Тогда Агнес стала насмехаться над графом: «Монтегю, а я-то думала, что вы заглянете к нам на обед, а заодно поможете защитить замок!»
В какой-то момент англичанам удалось взять в плен брата Агнес, Джона Рэндольфа. К его шее привязали верёвку и обещали повесить на глазах у Агнес, если та не сдаст Данбар. Она же ответила, что смерть Джона лишь принесет ей пользу, поскольку она унаследует его владения. При этом известно, что унаследовать графство брата Агнес на самом деле не могла, так как, помимо неё, претенденткой являлась её сестра, и либо она блефовала, либо эта деталь была добавлена в историю позже, как часть легенды.
Тогда англичане прибегли к последнему своему средству: они полностью блокировали замок не только с суши, но и с моря, использовав галеры с генуэзскими арбалетчиками, не оставив никакого способа связаться с внешним миром. Рассчитывая, что голод заставит, наконец, его защитников сдаться. При этом учитывалось, что у графа Данбара и, соответственно, у всех его воинов, к тому моменту уже была репутация изменников. Однако спустя пять месяцев англичане вынуждены были признать своё поражение и 10 июля 1338 года сняли осаду Данбара, на выручку гарнизону которого пришёл отряд Александра Рамсея из Далхаузи, сорвавший морскую блокаду. В одной из шотландских баллад, посвящённых победам шотландцев в те времена, есть такие строчки: «Приду ли я рано или поздно, Агнес встретит меня у ворот».
Провалившаяся осада замка Данбар стоила английской короне 6000 фунтов.
Из-за недостатка достоверных источников, причины провала осады Данбара являются предметом дискуссии среди историков-медиевистов. Вероятно, в реальности осаждающим, численность которых сильно преувеличивалась шотландской стороной, так и не удалось полностью прервать морское снабжение замка, стоявшего на берегу залива Ферт-оф-Форт. Также боевой дух английской армии подорван был эпидемиями болезней и недостатком продовольствия, что заставило её, в конечном итоге, отступить перед небольшим войском Рамсея.

## Память
Личность Агнес Рэндольф и славная Данбарская оборона рано сделались предметом интереса со стороны средневековых хронистов и историков, как шотландских, так и английских. Сведения о графине, как правило, краткие, и описания осады её замка, более пространные, содержатся в «Хронике Ланеркоста» (1346), «Хронике шотландской нации» Джона Фордуна (1384), «Хронике Англии» Томаса Уолсингема (1388), «Изначальной хронике Шотландии» Эндрю Уинтонского (1406), «Шотландской хронике» Уолтера Боуэра (1440—1447), а также в «Истории Шотландии» Гектора Бойса (1527).
Со временем Агнес Данбар стала популярным персонажем народных баллад и преданий, окруживших её реальный образ мифическим ореолом, в котором правду нередко затруднительно отделить от вымысла.

## Семья
Тремя племянниками Агнес Данбар являлись:
- Джордж Данбар, 3-й граф Марч
- Джон Данбар, граф Морей[англ.]
- Патрик де Данбар из Бейля, рыцарь

- Её старшая дочь Елизавета вышла замуж за Джона Мейтленда из Летингтона.
- Её воспитанница и предполагаемая племянница Агнес Данбар[англ.] в 1368 году стала любовницей шотландского короля Давида II Брюса, оставившего ради неё свою законную жену Маргарет. Впоследствии она вышла замуж за Джеймса Дугласа из Далкита.
- Её внук Колумба Данбар[англ.] (1370—1435), младший сын Джорджа Данбара, 11-го графа Марча, епископ Морей[англ.] с 1422 года, пользовался расположением английского короля Генриха VI[12].

## В литературе
Агнес, графиня Данбар, является одной из главных героев в рассказе об осаде Данбарского замка «Чёрная Агнес» российского писателя Иоганна Милтона.